# 纳吉·奥妮科
纳吉·奥妮科（匈牙利語：Nagy Anikó，1970年4月1日—），匈牙利女子手球运动员。她曾代表匈牙利参加1996年和2000年夏季奥林匹克运动会手球比赛，共获得一枚银牌和一枚铜牌。